# Arrúbal
Arrúbal település Spanyolországban, La Rioja autonóm közösségben. Arrúbal Agoncillo községgel határos. Lakosainak száma 565 fő (2024).

## Népesség
A település népessége az elmúlt években az alábbi módon változott:
| Lakosok száma | 418  | 484  | 479  | 475  | 498  | 474  | 479  | 506  | 568  | 565  |
|               | 2001 | 2004 | 2007 | 2009 | 2012 | 2014 | 2017 | 2019 | 2022 | 2024 |